# CEMA Chile
CEMA Chile fue una fundación chilena, creada en 1954 —durante el segundo gobierno de Carlos Ibáñez del Campo— con el fin de «proporcionar bienestar espiritual y material a la mujer chilena». La institución se hizo muy conocida durante la dictadura militar de Augusto Pinochet, durante el cual asumió su presidencia la cónyuge de Pinochet, Lucía Hiriart de Pinochet, quien se mantuvo en ese cargo hasta agosto de 2016.
Desde el año 2005, con el inicio de las gestiones del Caso Riggs, CEMA Chile fue objeto de investigación judicial respecto a la cuantía, origen y destino comercial de los bienes inmuebles de su propiedad, en su mayoría cedidos gratuitamente por el Estado chileno a esta institución durante la dictadura militar.

## Historia

### Origen
En 1957, durante el segundo periodo presidencial de Carlos Ibáñez del Campo, su esposa Graciela Letelier Velasco creó organizaciones de solidaridad y ayuda a las mujeres más pobres. En ese momento, se reunieron antiguas agrupaciones que tenían diversas finalidades, aunque siempre enfocadas en la mujer y su superación personal en los ámbitos personal y vecinal, siendo llamados «Fundación CEMA» (Centro de Madres).
El gobierno de Ibáñez unió estas agrupaciones en una sola corporación con el nombre jurídico de «Fundación de Beneficencia Graciela Letelier de Ibáñez-CEMA Chile».
CEMA Chile tuvo un rápido crecimiento, siendo los Centros de Madres apadrinados y dirigidos por las primeras damas. En 1971, pasó a llamarse Coordinadora de Centros de Madres (COCEMA).

### Dictadura militar

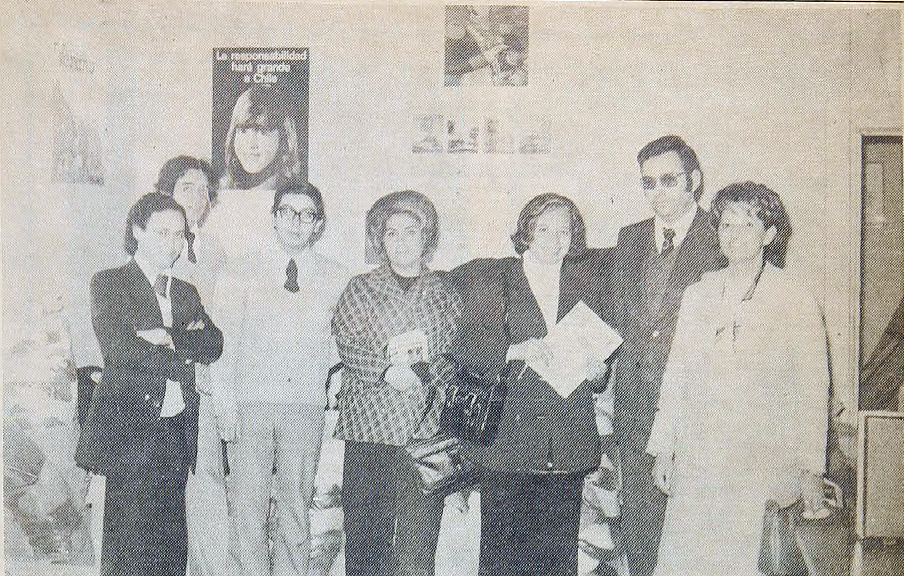
Dirigentes de CEMA y de la Secretaria Nacional de Juventud.

Luego del golpe de Estado de 1973, la Junta Militar designó a Lucía Hiriart, esposa del general Augusto Pinochet, como la máxima autoridad en las acciones de la dictadura para las mujeres. Se transformó el COCEMA en CEMA Chile y se creó una extensa red de monitoras voluntarias, generalmente esposas de militares, cuyas sedes fueron instaladas en buena parte en terrenos fiscales cedidos gratuitamente por la Junta Militar.
En 1974 pasó de ser «Ropero del Pueblo Graciela Letelier de Ibáñez» a ser llamada Fundación Graciela Letelier de Ibáñez, y en 1981 fue constituida oficialmente como «Fundación CEMA Chile».
Los recursos económicos para CEMA Chile provinieron de diversas fuentes, incluyendo un 3 % de los ingresos de la Lotería de Concepción para luego agregarse el de la Polla Chilena de Beneficencia. Además, Pinochet dispuso la compra de los productos hechos por las asociadas a CEMA por distintos estamentos públicos sin licitación alguna. También la institución patrocinó concursos televisivos (denominados «Telebingo») a fin de recaudar fondos, principalmente a través de las estaciones independientes de Televisión Nacional de Chile en las regiones de Aysén (Canal 8 de Coyhaique) y Magallanes (Canal 6 de Punta Arenas).
El 22 de noviembre de 1989, a pocos meses del fin de la dictadura, Lucía Hiriart cambió los estatutos de CEMA Chile para impedir que asumiera la cónyuge del presidente electo Patricio Aylwin, Leonor Oyarzún, dejando la presidencia de la fundación en la esposa del comandante en jefe del Ejército, cargo que mantuvo Pinochet tras la asunción del presidente Aylwin en marzo de 1990.

### Retorno a la democracia
En 1996 cambiaron nuevamente los estatutos de CEMA Chile. La presidencia de la fundación quedó en manos de la voluntaria que se hubiere desempeñado como presidenta o vicepresidenta de Cema por diez años, siendo Lucía Hiriart la única persona que cumplía dichos requisitos, quedando en la práctica como su presidenta a perpetuidad.
Hasta 2005, CEMA Chile todavía recibía, por ley, recursos provenientes de la Polla Chilena de Beneficencia y Lotería de Concepción, estimados en más de US$ 820 mil. En mayo de 2006, el Congreso aprobó la ley que suprimió la asignación de fondos públicos otorgados a CEMA, siendo redistribuidos a diversas fundaciones de caridad.
En agosto de 2016, personas cercanas a Lucía Hiriart informaron a El Mercurio sobre su renuncia a la presidencia de la fundación.

## Controversia sobre bienes fiscales y disolución

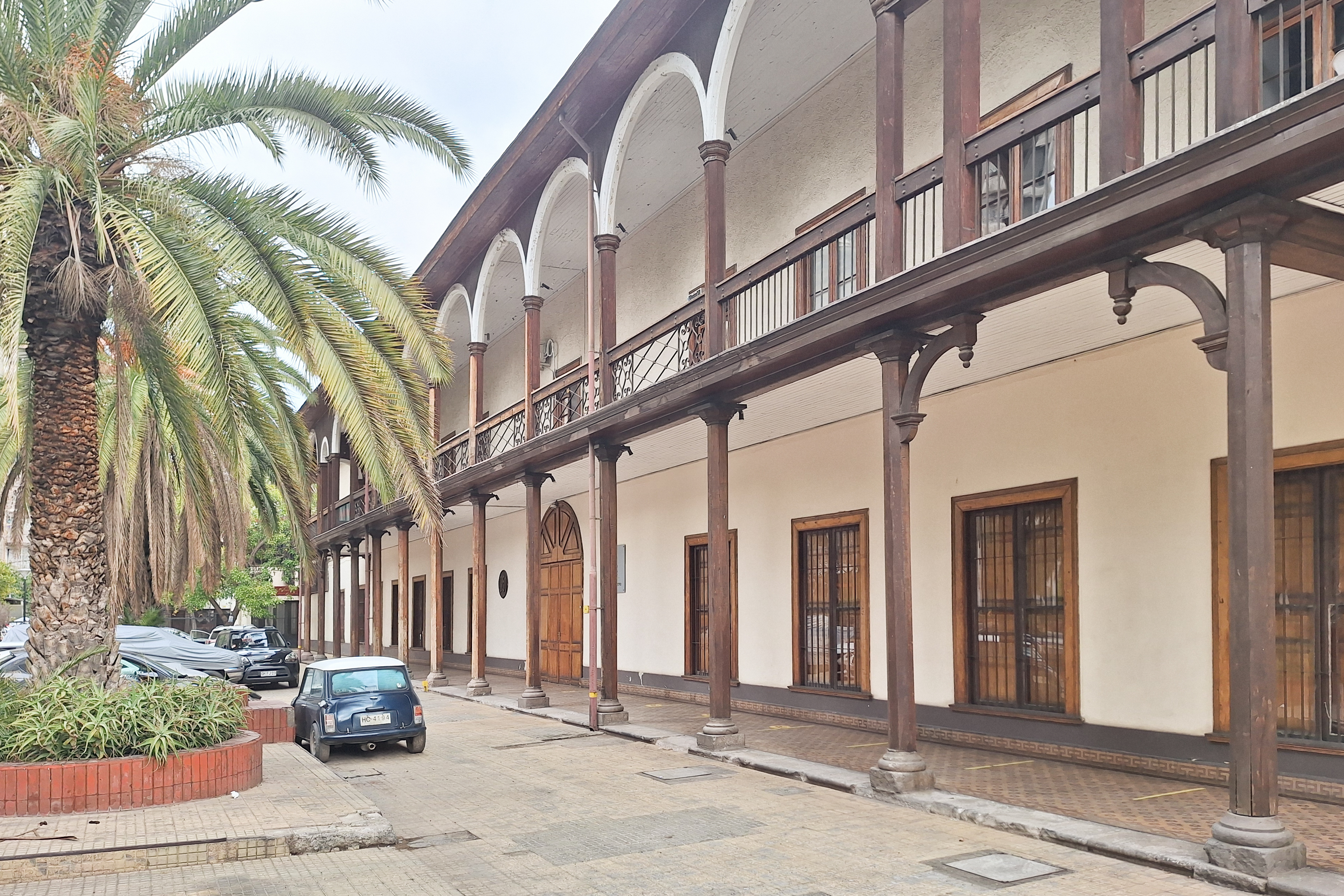
Edificio que funcionó como casa matriz de Cema Chile entre 1978 y 1996, año en que lo vendió a la Universidad Mayor.

Se estima que entre 1973 y 1991 el Estado de Chile —a través del Ministerio de Bienes Nacionales y numerosas municipalidades— transfirió gratuitamente a la organización decenas de inmuebles, mediante decretos firmados por el propio Augusto Pinochet. Algunas de estas propiedades «fueron loteadas y transformadas en villas para socias de la Fundación, [que] fueron realizadas en gran parte al final de la dictadura o durante la campaña del plebiscito, entre 1988 y 1990».
Varios de los inmuebles donados por el Fisco a Cema fueron vendidos a particulares, inmobiliarias e incluso a universidades, como la Universidad Bernardo O'Higgins, cofundada por Augusto Pinochet en 1990, y la Universidad Mayor, que contaba con varios excolaboradores de la dictadura en el directorio. La sede principal de Cema, un antiguo claustro que data de 1860 y que le había sido cedido gratuitamente por el Serviu Metropolitano en 1978, fue vendido a esta última universidad por $1 248 321 000. Una investigación de Contacto, reveló que Cema había sido propietaria de más de 360 propiedades en todo el país, siendo al menos 236 de éstas de origen fiscal. Desde 1990, Cema realizó 136 transacciones sobre estos últimos bienes, recibiendo por ellas más de $ 8909 millones.
El 22 de agosto de 2016, solo unos días después de la renuncia de Hiriart como presidenta de Cema, los diputados del Partido Comunista, Karol Cariola y Hugo Gutiérrez, junto a la Agrupación de Familiares de Detenidos Desaparecidos se querellaron en su contra; a Hiriart se le acusó de malversación de caudales públicos, distracción indebida de dineros y de fraude, así como de recibir 50 mil dólares de Cema Chile en 1998, durante el arresto de Augusto Pinochet en Londres. Debido a la existencia de antecedentes en las acusaciones, a Cema Chile se le realizó un embargo preventivo de 41 bienes raíces distribuidos en diversos lugares del país. El 14 de diciembre, Hiriart declaró ante el ministro Guillermo de la Barra, que investiga el caso, estableciendo que:

A su pregunta, si los bienes raíces que actualmente posee Cema no están siendo utilizados para los fines de la fundación, pienso que sí podrían ser devueltos al Estado, o alguno de ellos; porque creo que existe todavía un voluntariado importante que quiere seguir trabajando en Cema-Chile.
Lucía Hiriart.

Debido a esto, el Consejo de la fundación declaró el 12 de junio de 2017 la intención de disolver gradualmente la entidad, y someter a estudio el traspaso al Fisco de los bienes raíces en poder de Cema. Se estableció el 9 de diciembre como fecha para el acuerdo alcanzado con el Consejo de Defensa del Estado, y los inmuebles serían devueltos paulatinamente al Estado entre el 15 de diciembre de 2017 y el 30 de junio de 2018, siendo las sedes de Iquique y Punta Arenas las primeras en ser disueltas. Sin embargo, la fundación aplazó la firma del acuerdo al 19 de diciembre, luego al 15 de enero de 2018 y finalmente al 15 de marzo, tras el cambio de gobierno. El 20 de enero de 2019, la fundación entregó al Ministerio de Bienes Nacionales su último bien inmueble, las llaves y la documentación de su sede principal, ubicada en avenida Francisco Bilbao 1049, en la comuna de Providencia.

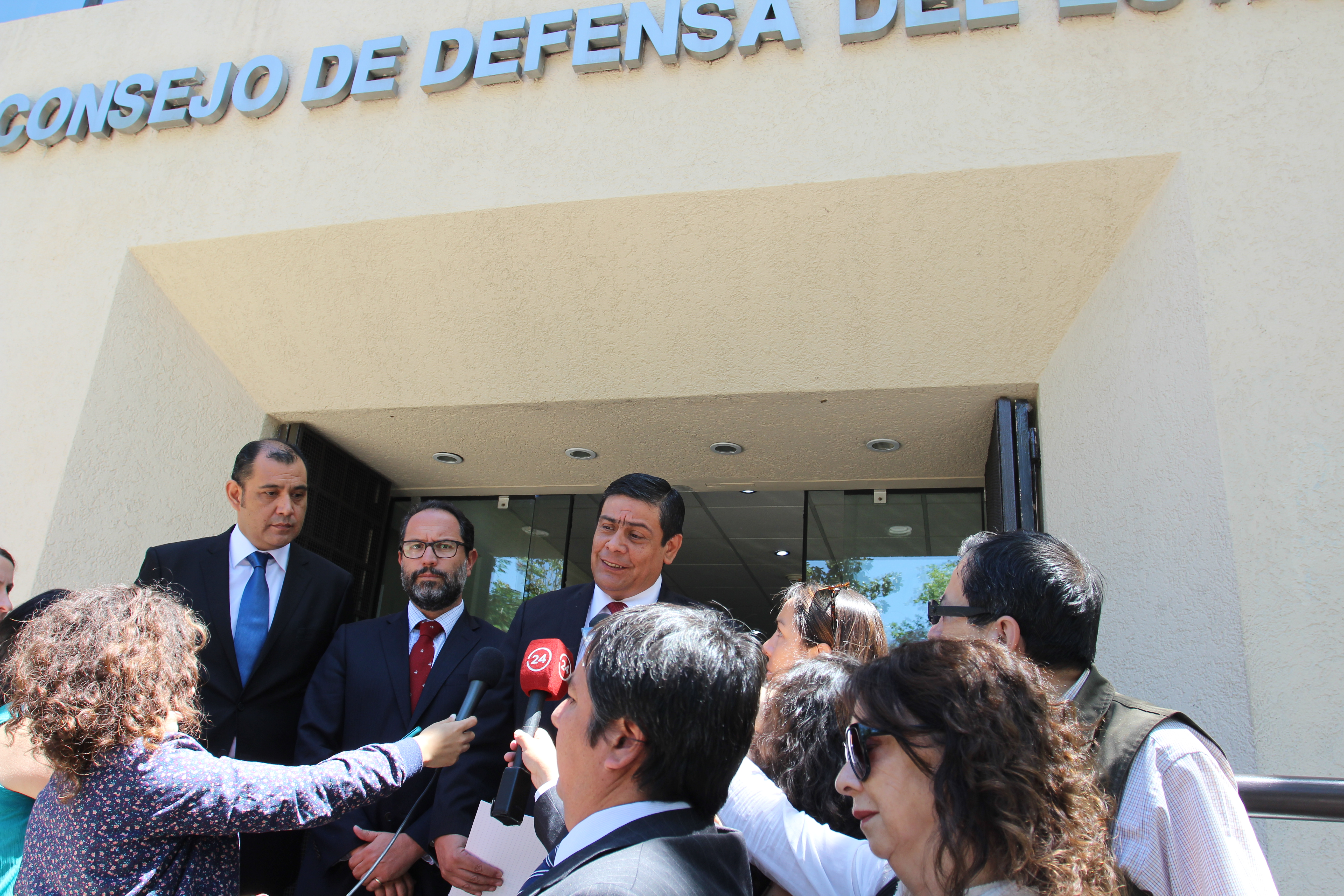
El Ministro de Bienes Nacionales solicita al CDE estudiar medidas para restituir inmuebles trasferidos a CEMA Chile.

Actualmente la aprobación de la disolución de la personalidad jurídica es uno de los últimos trámites para que deje de existir la fundación. En septiembre de 2021 el Consejo de Defensa del Estado presentó una demanda en que se solicita la disolución formal y la cancelación de la personalidad jurídica de CEMA Chile ya que todo su patrimonio ha sido transferido a otras instituciones o devuelto al Estado.
En noviembre de 2022, la demanda presentada por el Consejo de defensa del Estado fue acogida en tribunales, ordenándose la cancelación de la personalidad jurídica de Cema Chile y su disolución como fundación. Al comprobarse que Cema Chile "se apartó de los fines de asistencia social para los que fue creada, e incumplió de forma grave sus propios estatutos".